# Panopaea (planetka)
(70) Panopaea je planetka nacházející se v hlavním pásu asteroidů. Její průměr činí asi 122 km. Byla objevena 5. května 1861 německo-francouzským astronomem H. Goldschmidtem.